# SLC35A3
SLC35A3 (англ. Solute carrier family 35 member A3) – білок, який кодується однойменним геном, розташованим у людей на 1-й хромосомі. Довжина поліпептидного ланцюга білка становить 325 амінокислот, а молекулярна маса — 35 985.
| 10         |  | 20         |  | 30         |  | 40         |  | 50         |
| ---------- |  | ---------- |  | ---------- |  | ---------- |  | ---------- |
| MFANLKYVSL |  | GILVFQTTSL |  | VLTMRYSRTL |  | KEEGPRYLSS |  | TAVVVAELLK |
| IMACILLVYK |  | DSKCSLRALN |  | RVLHDEILNK |  | PMETLKLAIP |  | SGIYTLQNNL |
| LYVALSNLDA |  | ATYQVTYQLK |  | ILTTALFSVS |  | MLSKKLGVYQ |  | WLSLVILMTG |
| VAFVQWPSDS |  | QLDSKELSAG |  | SQFVGLMAVL |  | TACFSSGFAG |  | VYFEKILKET |
| KQSVWIRNIQ |  | LGFFGSIFGL |  | MGVYIYDGEL |  | VSKNGFFQGY |  | NRLTWIVVVL |
| QALGGLVIAA |  | VIKYADNILK |  | GFATSLSIIL |  | STLISYFWLQ |  | DFVPTSVFFL |
| GAILVITATF |  | LYGYDPKPAG |  | NPTKA      |  |            |  |            |

A: Аланін

C: Цистеїн

D: Аспарагінова кислота

E: Глутамінова кислота

F: Фенілаланін

G: Гліцин

H: Гістидин

I: Ізолейцин

K: Лізин

L: Лейцин

M: Метіонін

N: Аспарагін

P: Пролін

Q: Глутамін

R: Аргінін

S: Серин

T: Треонін

V: Валін

W: Триптофан

Задіяний у таких біологічних процесах, як транспорт, альтернативний сплайсинг. 
Локалізований у мембрані, апараті гольджі.